# Psitaculídeos
Psitaculídeos (Psittaculidae) é uma família de papagaios pertencentes à superfamília dos papagaios típicos (Psittacoidea), cujos membros vivem na Ásia, África e Oceania.

## Classificações inferiores[3][4]
| Imagem                  | Gênero            | Espécies |
| ----------------------- | ----------------- | --- |
|                         | Psittacula        | - Psittacula eupatria - Psittacula wardi† - Psittacula krameri - Psittacula eques - Psittacula himalayana - Psittacula finschii - Psittacula cyanocephala - Psittacula roseata - Psittacula columboides - Psittacula calthrapae - Psittacula derbiana - Psittacula alexandri - Psittacula caniceps - Psittacula exsul† - Psittacula longicauda |
|                         | Melopsittacus     | - Melopsittacus undulatus (selvagem) - Melopsittacus undulatus (doméstico) |
|                         | Psittrichas       | - Psittrichas fulgidus |
|                         | Coracopsis        | - Coracopsis vasa - Coracopsis nigra - Coracopsis barklyi |
|                         | Micropsitta       | - Micropsitta keiensis - Micropsitta geelvinkiana - Micropsitta pusio - Micropsitta meeki - Micropsitta finschii - Micropsitta bruijnii |
|                         | Polytelis         | - Polytelis swainsonii - Polytelis anthopeplus - Polytelis alexandrae |
|                         | Alisterus         | - Alisterus amboinensis - Alisterus chloropterus - Alisterus scapularis |
|                         | Aprosmictus       | - Aprosmictus jonquillaceus - Aprosmictus erythropterus |
|                         | Prioniturus       | - Prioniturus mada - Prioniturus platurus - Prioniturus waterstradti - Prioniturus montanus - Prioniturus platenae - Prioniturus mindorensis - Prioniturus verticalis - Prioniturus flavicans - Prioniturus luconensis - Prioniturus discurus                                                                                                  |
|                         | Eclectus          | - Eclectus roratus - Eclectus infectus† |
|                         | Geoffroyus        | - Geoffroyus geoffroyi - Geoffroyus simplex - Geoffroyus heteroclitus |
|                         | Psittinus         | - Psittinus cyanurus |
|                         | Mascarinus†       | - Mascarinus mascarinus† |
|                         | Lophopsittacus†   | - Lophopsittacus mauritianus† - Lophopsittacus bensoni† |
|                         | Necropsittacus†   | - Necropsittacus rodricanus† |
|                         | Psittacella       | - Psittacella brehmii - Psittacella picta - Psittacella modesta - Psittacella madaraszi |
|                         | Tanygnathus       | - Tanygnathus gramineus - Tanygnathus megalorynchos - Tanygnathus lucionensis - Tanygnathus sumatranus |
|                         | Pezoporus         | - Pezoporus wallicus - Pezoporus occidentalis |
|                         | Neopsephotus      | - Neopsephotus bourkii |
|                         | Neophema          | - Neophema chrysostoma - Neophema elegans - Neophema petrophila - Neophema chrysogaster - Neophema pulchella - Neophema splendida |
|                         | Lathamus          | - Lathamus discolor |
|                         | Prosopeia         | - Prosopeia splendens - Prosopeia personata - Prosopeia tabuensis |
|                         | Eunymphicus       | - Eunymphicus cornutus - Eunymphicus uvaeensis |
|                         | Cyanoramphus      | - Cyanoramphus ulietanus† - Cyanoramphus zealandicus† - Cyanoramphus unicolor - Cyanoramphus novaezelandiae - Cyanoramphus hochstetteri - Cyanoramphus saisseti - Cyanoramphus cookii - Cyanoramphus auriceps - Cyanoramphus forbesi - Cyanoramphus malherbi                                                                                   |
|                         | Barnardius        | - Barnardius zonarius |
|                         | Platycercus       | - Platycercus caledonicus - Platycercus elegans - Platycercus venustus - Platycercus adscitus - Platycercus eximius - Platycercus icterotis |
|                         | Northiella        | - Northiella haematogaster - Northiella narethae |
|                         | Psephotus         | - Psephotus varius - Psephotus dissimilis - Psephotus chrysopterygius - Psephotus pulcherrimus - Psephotus haematonotus |
|                         | Purpureicephalus  | - Purpureicephalus spurius |
|                         | Cyclopsitta       | - Cyclopsitta gulielmitertii - Cyclopsitta diophthalma |
|                         | Psittaculirostris | - Psittaculirostris desmarestii - Psittaculirostris edwardsii - Psittaculirostris salvadorii |
|                         | Bolbopsittacus    | - Bolbopsittacus lunulatus |
|                         | Oreopsittacus     | - Oreopsittacus arfaki |
|                         | Charminetta       | - Charminetta wilhelminae |
|                         | Hypocharmosyna    | - Hypocharmosyna rubronotata - Hypocharmosyna placentis |
|                         | Charmosynopsis    | - Charmosynopsis toxopei - Charmosynopsis pulchella |
| (Sem imagem disponível) | Synorhacma        | - Synorhacma multistriata |
|                         | Charmosyna        | - Charmosyna josefinae - Charmosyna papou |
|                         | Charmosynoides    | - Charmosynoides margarethae |
|                         | Vini              | - Vini meeki - Vini rubrigularis - Vini palmarum - Vini amabilis - Vini diadema† - Vini solitaria - Vini australis - Vini ultramarina - Vini stepheni - Vini kuhlii - Vini peruviana |
|                         | Neopsittacus      | - Neopsittacus musschenbroekii - Neopsittacus pullicauda |
|                         | Lorius            | - Lorius albidinucha - Lorius chlorocercus - Lorius domicella - Lorius garrulus - Lorius hypoinochrous - Lorius lory |
|                         | Psitteuteles      | - Psitteuteles versicolor |
|                         | Parvipsitta       | - Parvipsitta porphyrocephala - Parvipsitta pusilla |
|                         | Pseudeos          | - Pseudeos fuscata - Pseudeos cardinalis |
|                         | Chalcopsitta      | - Chalcopsitta duivenbodei - Chalcopsitta atra - Chalcopsitta scintillata |
|                         | Glossoptilus      | - Glossoptilus goldiei |
|                         | Glossopsitta      | - Glossopsitta concinna |
|                         | Saudareos         | - Saudareos johnstoniae - Saudareos iris - Saudareos flavoviridis - Saudareos meyeri - Saudareos ornata |
|                         | Eos               | - Eos reticulata - Eos semilarvata - Eos bornea - Eos cyanogenia - Eos histrio - Eos squamata |
|                         | Trichoglossus     | - Trichoglossus rubiginosus - Trichoglossus chlorolepidotus - Trichoglossus haematodus - Trichoglossus moluccanus - Trichoglossus rubritorquis - Trichoglossus euteles - Trichoglossus capistratus - Trichoglossus weberi - Trichoglossus forsteni                                                                                             |
|                         | Loriculus         | - Loriculus vernalis - Loriculus beryllinus - Loriculus philippensis - Loriculus camiguinensis - Loriculus galgulus - Loriculus stigmatus - Loriculus sclateri - Loriculus amabilis - Loriculus catamene - Loriculus aurantiifrons - Loriculus tener - Loriculus exilis - Loriculus pusillus - Loriculus flosculus                             |
|                         | Agapornis         | - Agapornis canus - Agapornis pullarius - Agapornis taranta - Agapornis swindernianus - Agapornis roseicollis - Agapornis fischeri - Agapornis personatus - Agapornis lilianae - Agapornis nigrigenis |